# Isabella Ochichi
Isabella Ochichi (Isabella Bosibori Ochichi; * 28. Oktober 1979 in Kisii, Provinz Nyanza) ist eine kenianische Langstreckenläuferin.
Zunächst bestritt sie Straßenläufe, wurde Achte bei den Halbmarathon-Weltmeisterschaften 2001 und gewann Gold mit der kenianischen Mannschaft.
2002 gewann sie bei den Crosslauf-Weltmeisterschaften Bronze auf der Kurzstrecke, und im Jahr darauf wurde sie Vierte. Bei den Leichtathletik-Weltmeisterschaften 2003 in Paris/Saint-Denis wurde sie Sechste im 5000-Meter-Lauf.
2004 wurde sie Fünfte auf der Kurzstrecke der Crosslauf-Weltmeisterschaften, und bei dem Straßenlauf Carlsbad 5000 legte sie die 5 km in 14:53 min zurück, nur zwei Sekunden langsamer als Paula Radcliffe bei ihrer damaligen Weltbestzeit. Beim Golden-League-Meeting 2004 in Paris gewann sie den 3000-Meter-Lauf in 8:31,32 min, was gleichzeitig Weltjahresbestzeit bedeutete.
Bei den Olympischen Spielen 2004 in Athen gewann sie über 5000 Meter in 14:48,19 min die Silbermedaille über 5000 Meter hinter Meseret Defar (ETH) und vor Tirunesh Dibaba (ETH).
2005 wurde sie bei den Crosslauf-Weltmeisterschaften 2005 wurde sie Dritte auf der Kurz- und Fünfte auf der Langstrecke und kam bei den Weltmeisterschaften in Helsinki über 5000 Meter auf den achten Platz.
Bei den Commonwealth Games 2006 in Melbourne siegte sie über 5000 Meter, und bei den Afrikameisterschaften desselben Jahres wurde sie Vierte über 5000 Meter und Zweite über 10.000 Meter.
2015 siegte sie beim Kapstadt-Marathon mit Streckenrekord in 2:30:20 h.
Isabella Ochichi hat bei einer Größe von 1,52 m ein Wettkampfgewicht von 41 kg.